# Castilla (plant)
Castilla is een geslacht van drie soorten grote bomen uit de moerbeifamilie (Moraceae). Deze komen van nature voor in Midden- en Zuid-Amerika.
Het geslacht is vernoemd naar Juan Diego del Castillo (1744-1793), een Spaanse plantkundige die een vriend was van de auteur Vicente Cervantes.

## Kenmerken
Het zijn tweehuizige of eenhuizige  bomen met plankwortels en stammen die tot 40 meter hoog kunnen worden. De bomen scheiden in winbare hoeveelheden latex af. De latex heeft handelswaarde.

## Soorten
- Castilla elastica Cerv. (Mexico, Midden-Amerika en het noorden van Zuid-Amerika)
- Castilla tunu Warb. (Ecuador, Colombia, Panama en Belize)
- Castilla ulei Warb. (Brazilië, Bolivia, Peru, Ecuador en Colombia)

... · 
Antiaris · 
Artocarpus · 
Broussonetia · 
Castilla · 
Dorstenia · 
Ficus · 
Maclura · 
Morus (Moerbei) · 
Streblus · 
...